# Нови хоризонти
Нови хоризонти (енгл. New Horizons) је назив свемирске сонде америчке свемирске агенције НАСА која је лансирана 19. јануара 2006. године са лансирне рампе свемирског центра Кенеди на Флориди. Сонда је средином 2015. године прошла поред Плутона и његових месеца и постала је прва сонда која је из близине испитала овај планетоид. Након посете Плутона, сонда ће можда испитати још неки од објеката у Којперовом појасу, уколико буду довољно близу трајекторији којом се креће летелица. За лансирање је изабрана ракета–носач Атлас V у конфигурацији 551 са највећим потиском (укључује пет помоћних ракетних мотора на чврсто гориво). Овако велики потисак је био неопходан јер је сонда лансирана директно ка Плутону, уз мањи гравитациони маневар при проласку поред Јупитера, тако да је морала да јој се саопшти велика почетка брзина како би успела да за што краће време стигне до свог одредишта.
Сонда Нови хоризонти има масу 478 kg. Пречник параболичне антене великог усмерења је 2,1 m и треба да обезбеди примање и слање сигнала и на удаљености од 5 милијарди километара.
Крајем фебруара 2007. године сонда је прошла поред Јупитера, добивши убрзање услед дејства његове гравитације. Најближи пролазак сонде крај Плутона догодио се 14. јула 2015. године у 11.47 UTC, након чега сонда наставља пут кроз Којперов појас.

## Позадина
Сонда Нови хоризонти прва је из новог програма Нове границе, који представља категорију сонди и летелица за истраживање свемира које су габаритима веће и скупље од програма Дискавери, али мање и јефтиније од највећих сонди из програма Флегшип (енгл. Flagship Program). Укупни трошкови мисије (укључујући развој сонде и инструмената, ракету-носач, оперативу мисије, обраду података и промовисање у јавности и образовним институцијама) износе око 650 милиона $ током 15 година мисије (2001–2016). Мисија која је предложена за истраживање Плутона и Којперовог појаса пре сонде Нови хоризонти – „Плутон Којпер експрес“ (енгл. Pluto Kuiper Express) – отказана је 2000. године због мањка средстава у буџету агенције НАСА. Након отказивања ове мисије, НАСА је 8. јуна 2001. објавила да од два предлога нове мисије ка Плутону којима су одобрена средства за даљи развој концепта – Нови хоризонти и POSSE (енгл. Pluto and Outer Solar System Explorer), сонда Нови хоризонти иде у даљи развој.
Сонда и њени инструменти већином су израђени у Југозападном истраживачком институту (енгл. Southwest Research Institute, SwRI) и Лабораторији за примењену физику Универзитета Џонс Хопкинс. За водећег истраживача мисије постављен је Алан Стерн из Југозападног истраживачког института (бивши помоћник администратора агенције НАСА).
Сондом након одвајања од трећег степена ракете-носача управља Центар за операцију мисије (енгл. Mission Operations Center, MOC), који се налази у оквиру Лабораторије за примењену физику. Инструментима сонде се управља из Центра за научне операције Клајд Томбо, који се налази у Болдеру (Колорадо).
Планирано је да мисија Нови хоризонти истражи једину планету Сунчевог система коју до тада није посетила ниједна истраживачка сонда. Када је сонда лансирана, Плутон је и даље био класификован као планета, да би убрзо након тога био рекласификован као патуљаста планета од стране Међународне астрономске уније (МАУ). Неки чланови тима који ради на мисији Нови хоризонти, међу њима и водећи истраживач Алан Стерн, не слажу се са дефиницијом МАУ и они Плутон и даље називају деветом планетом Сунчевог система. Плутонови месеци Никт и Хидра, који су откривени након лансирања сонде, такође имају везе са њом – прва слова њихових имена (Н и Х) су иницијали сонде Нови хоризонти. Тим научника који је открио ове месеце намерно се потрудио да их тако назове у част лансиране сонде која ће их и истражити, а уз то митски су повезани са богом Плутоном (види чланке Њукта и Лернејска хидра).
Уз научне инструменте, у сонду је уграђено и неколико културних аретфаката. То су: компакт-диск на који је нарезано 434.738 имена, део летелице SpaceShipOne компаније Scaled Composites (прва летелица која је намењена лансирању свемирских туриста у суборбитални лет), застава Сједињених Америчких Држава, и друго.
У сонди се налази и око 28 грама (једна унца) пепела Клајда Тома, у част његовог открића Плутона 1930. године. Уграђен је и метални новчић од 50 центи државе Флориде, наменски изгравиран у част истраживања свемира.

## Делови сонде

### Подсистеми
Сонда Нови хоризонти изгледом и габаритима подсећа на клавир, а у пали су сонду поредили са великим клавиром за који је залепљена сателитска антена. При конструкцији сонде инжењери су се водили изгледом претходних сонди Јулисес, које су такође биле напајане радиоизотопним термоелектричним генераторима (РТГ) и имале су велику антену монтирану на кутијасто „тело“ сонде која се кретала кроз Сунчев систем. Многе компоненте уграђене у сонду Нови хоризонти наслеђене су од сонде CONTOUR, која је опет користила инструменте чија се издржљивост показала у свемиру на сонди TIMED. Обе сонде је конструисала и њима управљала Лабораторија за примењену физику, која управља и сондом Нови хоризонти.
„Тело“ сонде формира троугао дебљине 76 cm. Поређења ради, сонде Пионир имале су шестоугаоно „тело“, док су сонде Војаџер, Галилео и Касини-Хајгенс имале десетоугаоно шупље „тело“. Цев направљена од легуре алуминијума 7075 чини структурно језгро сонде, које се протеже од адаптера за ракету-носача позади (гледано у лансирној конфигурацији, на доњем крају сонде) све до параболичне антене која се налази на предњем (горњем) крају сонде. Титанијумски резервоари за гориво налазе се унутар ове цеви. РТГ су прикачени за „тело“ сонде четвороугаоним титанијумским носачем који подсећа на пирамиду или штулу. Титанијум је изабран за многе компоненте због своје чврстоће и јер је добар као термални изолатор. Остатак троугла сонде израђен је већим делом од алуминијумских плоча дебљине само 0,40 mm, залепљених на језгро до алуминијумског саћа. Тело сонде направљено је веће него што је заиста потребно, и унутар сонде има доста празног простора. Цела структура пројектована је тако да се авионика и инструменти што боље заштите од радиоактивности коју стварају РТГ и која може утицати на рад електронских компоненти. Такође, пошто је сонда већи део пута до Плутона провела ротирајући се (ради стабилизације путање), већи троугао значио је бољу расподелу масе.
Цела структура „тела“ летелице је изнутра обојена у црно. Овако се изједначава температура унутар летелице путем топлотног зрачења. Инжењери су веома добро изоловали целу сонду како би што лакше мали електрични грејачи могли да загреју авионику и инструменте. За разлику од Пионира и Војаџера, код сонде Нови хоризонти и параболична антена је обухваћена топлотном изолацијом која се пружа од спољње ивице антене до „тела“ сонде. Топлота се добија и од РТГ-а када се сонда пресели из унутрашњег у спољашњи Сунчев систем, јер тамо до сонде доспева знатно мање топлоте коју зрачи Сунце. Међутим, док се сонда налазила у унутрашњем делу Сунчевог система, постојала је опасност од прегревања. Да до тога не би дошло, све активности унутрашње електронике сонде су ограничене, док се вишак произведене електричне енергије преусмерава у шантове који су повезани са радијаторима, и посебно направљени капци (слични онима на прозорима кућа, само мањи) се отварају како би се унутрашњост сонде додатно „пролуфтирала“. Затим, када сонда пређе у спољашње регионе Сунчевог система, ови капци се затварају, а електрична енергија се из шантова преусмерава у електричне грејаче.

#### Напајање
Цилиндрично кућиште радиоизотопних термоелектричних генератора (РТГ-а) монтирано је на један од углова троугластог „тела“ сонде. Ови генератори сонди испоручују 250 W, при напону од 30 V једносмерне струје у време лансирања са Земље. Ова вредност опада приближно 5% сваке 4 године, тако да ће при проласку кроз Плутонов систем 2015. године сонди на располагању бити око 200 W. РТГ, модел „GPHS-RTG“ (енгл. General Purpose Heat Source — Radioisotope Thermoelectric Generator), направљен је као резерва за мисију Касини-Хајгенс. РТГ сонде Нови хоризонти садрже око 11 kg оксидних пелета плутонијума-238. Свака пелета је пресвучена иридијумом, а затим спакована у љуску од графита. РТГ-ове је наручило и направило министарство за енергију САД у Комплексу за материјале и горива, које се налази близу градова Арко и Ајдахо Фолс. Произведено је мање горива него што је било планирано, због одуговлачења у сигурносним процедурама при производњи које је наметнуло министарство за енергију. Параметри мисије као и снага инструмената морали су да буду кориговани како би могли да раде са мањом снагом која ће бити доступна, па ипак, опет није могуће да сви инструменти раде истовремено. Сонда не поседује никакве батерије. Ослобођена количина топлоте која се претвара у електричну енергију преко РТГ-а је релативно константна, а транзијентна оптерећења се коригују употребом кондензатора и брзих аутоматских прекидача.
Употреби радиоактивног извора напајања уместо батерија на сонди Нови хоризонти противило се 30-ак људи који су спровели демонстрације испред капија СЦ Кенеди неколико дана пред лансирање. У РТГ-овима сонде налази се 10,9 kg плутонијумског горива, што представља трећину горива које је уграђено у РТГ сонде Касини-Хајгенс, која је полетела са истог места 1997. године. Министарство за енергије САД проценило је да је шанса да дође до несреће приликом лансирања и испуштања радиоактивних честица у атмосферу 1 према 350, тако да су тимови овог министарства будно пратили ово лансирање, као што је случај увек када је у мисију укључен радиоактивни извор напајања. Такође је процењено да би у најгорем сценарију, радиоактивно гориво било распршено у атмосферу у пречнику од 105 km, у којем би ниво радијације износио 80% годишње дозе коју особе приме од позадинске радијације у Северној Америци.

#### Рачунар сонде
Сонда Нови хоризонти опремљена је са два рачунарска система – Системом за команде и обраду података (енгл. Command and Data Handling system) и рачунаром за контролу и навигацију (енгл. Guidance and Control processor). Сваки од ова два система је дуплиран због поузданости, тако да сонда у ствари поседује укупно четири рачунара. За рачунаре је употребљен Мунгос-V процесор, радијационо ојачана верзија процесора MIPS R3000 од 12 MHz. У хардвер и софтвер је уграђено више сатова и временских секвенци како би се спречила појава већих грешака и гашење рачунара на дужи период.
Како би се сачувала топлота унутар сонде, као и лансирна маса, сва електроника сонде је смештена унутар интегрисаних електронских модула (енгл. Integrated Electronics Modules, IEMs). Постоје два оваква кућишта ради сигурности. Унутар њих, поред 9 матичних плоча, налазе се и уређаји за радио-комуникацију као и електроника инструмената сонде.
Јединица за команде и обраду података је 19. марта 2007. године доживела грешку у систему и ресетовала се, па је сонда прешла у сигурносни мод рада (енгл. Safe mode). Сонда се у потпуности опоравила и вратила у нормалан рад два дана касније, мада је изгубљена мања количина података о магнетосфери Јупитера. Не очекује се да ће овај догађај имати утицаја на рад сонде у будућности.

#### Телекомуникација и обрада података
Комуникација са сондом обавља се путем X појаса у микроталасном делу електромагнетског спектра. Брзина протока података између сонде и станица на Земљи је у тренутку када се сонда налазила код Јупитера износила 38 kbit/s, али се очекује да ће када сонда стигне до Плутона та брзина опасти на свега 1 kbit/s. Осим смањене брзине протока података, у тренутку када сонда буде у близини Плутона јавља се још један проблем који контролори морају узети у обзир – радио-таласима је потребно 4,5 сати да пређу удаљеност између Земље и сонде (за повратни сигнал потребно је најмање 9 сати). За слање инструкција сонди од када је прошла орбиту Јупитера користи се велика антена пречника 70 m у комплексу Голдстоун, део Мреже дубоког свемира. Сонда за комуникацију користи два радио-предајника и два радио-пријемника (по два ради сигурности, у случају да се један поквари, преузима други), и леву или десну кружну поларизацију. Сигнал се појачава двоструким (опет ради резерве) цевима са прогресивним таласом, снаге 12 W, монтираних на тело сонде одмах испод антене. Пријемници радио-сигнала користе нову технологију, и у односу на пријемнике коришћене у ранијим свемирским сондама троше знатно мање енергије. Могуће је да у исто време раде обе цеви са прогресивним таласом, и тако се дуплира проток података.

#### Инструменти
Укупна потрошња седам научних инструмената које носи сонда је око 21 W (мада неће сви инструменти радити истовремено), а њихова укупна маса је 31 kg. Инструменти сонде су:
- „Ралф“ (енгл. Ralph) је камера за мапирање у четири боје са инфрацрвеним спектрометром, намењена за мапирање површине, састава и температуре Плутона и Харона;
- „Алис“ (енгл. Alice) је ултраљубичасти спектрометар намењен за проучавање структуре и састава горњих слојева Плутонове атмосфере;
- „Лори“ (енгл. Long Range Reconnaissance Imager, LORRI) је камера високе резолуције повезана са телескопом. Њена намена је да посматра Плутон током последњих месеци пута до Плутона и да снима фотографије високе резолуције током проласка поред планете;
- „Пепси“ енгл. Pluto Energetic Particle Spectrometer Science Investigation, PEPSSI и „Свап“ (енгл. Solar Wind At Pluto, SWAP) су плазма сензори, намењени за бележење и мерење одливања Плутонове атмосфере;
- „Рекс“ (енгл. Radio Science Experiment, REX) је радио инструмент намењен за пријем јаког сигнала Мреже дубоког свемира агенције НАСА, док летелица буде заклоњена Плутоном, посматрано са Земље. Преламање сигнала у Плутоновој атмосфери ће омогућити „Рексу“ да одреди густину и температуру у доњим слојевима атмосфере овог небеског тела;
- „СДЦ“ (енгл. Venetia Burney Student Dust Counter, VBSDC) је намењен за мерење густине међупланетарне прашине у најудаљенијим деловима Сунчевог система и у Којперовом појасу.

- „Ралф“
- „Лори“
- „Свап“
- „СДЦ“
- Локације инструмената на сонди

## Мисија у Којперовом појасу
Након пролета поред Плутона, сонда Нови хоризонти наставиће своје кретање дубље у Којперов појас. Планери мисије су започели потрагу за небеским телима пречника 50–100 km поред којих би сонда могла да пролети и изучи их на исти начин као што ће то учинити поред Плутона. Због ограничене количине горива за маневрисање сонде и корекцију путање, тај објекат морао би да буде довољно близу тренутне путање сонде како би јој био у домету. Овим је искључена свака могућност да се посети Ерис, транс-Нептунски објекат који је величином сличан Плутону. Регион којим сонда може пролетети налази се веома близу диску Млечног пута, тако да је тешко уочити објекте због позадинске светлости, а исти регион није детаљније посматран приликом ранијих опсервација Којперовог појаса у потрази за објектима сличних Плутону, а сматра се да их има на десетине или чак стотине.
Наменска потрага за објектима које би сонда могла да посети започета је 2011. године земаљским телескопима. За претраживање ноћног неба углавном су коришћени телескоп Субару (пречник огледала 8,5 m) на Хавајима, и Магеланови телескопи у Чилеу (пречник огледала 6,5 m). Људи из шире јавности су помогли у претраживању фотографија које су прикупиле ове две опсерваторије, а пројекат је добио назив „Ледени ловци“ (енгл. Ice Hunters). Ова потрага уз помоћ земаљских телескопа резултирала је проналаском 50 нових објеката из Којперовог појаса, али ниједан од њих није у домету сонде Нови хоризонти.
У јуну 2014. године започела је потрага помоћу телескопа Хабл. Овај телескоп лакше може пронаћи погодне „мете“ у Којперовом појасу јер се налази у свемиру, и светлост од веома тамних објеката не мора да прође кроз дебелу атмосферу Земље да би стигла до камере телескопа. Пред почетак потраге, шансе да се пронађе погодан кандидат за сонду Нови хоризонти научници су проценили на 95%. Након четири месеца претраге, 15. октобра 2014. објављено је да су пронађена три потенцијална објекта, која су од стране научног тима Нови хоризонти названи PT1, PT2 и PT3 (скраћено од potential target, што на енглеском значи потенцијала мета). Сва три објекта имају пречник у распону од 30–55 km, и били су превише мали да би земаљски телескопи могли да их уоче. Сви објекти се налазе на удаљености око 43–44 АЈ од Сунца, тако да би сонда до њих стигла негде око 2018–2019. године. Могућност да се путања промени са расположивом количином горива и стигне до сваког од ових објеката прорачуната је на 100%, 97% и 7% респективно за PT1, PT2 и PT3. Објекат PT1 (на сајту телескопа Хабл добио је назив 1110113Y), који је најбоље позициониран за пролет сонде, представља „хладан“ (мала инклинација, мали ексцентрицитет орбите) класичан објекат Којперовог појаса, магнитуде 26,8 и пречника 30–45 km. Сонда би поред овог објекта пролетела у јануару 2019. године. За промену путање како би се овај објекат досегнуо било би потребно око 35% преосталог горива у резервоарима сонде.
НАСА је 28. августа 2015. изабрала објекат  (PT1). За пролет поред овог објекта потребно је да агенција одобри буџет за продужетак мисије, што ће се догодити крајем септембра 2016. године. Крајем октобра 2015. године сонда је спровела низ паљења својих ракетних мотора којима је курс промењен ка објекту PT1. Мотор је радио 22, 25, 28. октобра и 4. новембра, и притом је сонди саопштено укупна брзина од 57 метара у секунди. Поред своје следеће мете, удаљене око 1,45 милијарди километара, пролетеће око три године касније, а у том тренутку сонда је била 5,1 милијарду километара од Земље.

## Кључни датуми мисије

#### Лансирање
Сонда Нови хоризонти пристигла је у свемирски центар Кенеди 24. септембра 2005. године теретним авионом Америчког ратног ваздухопловства – C-17 Глобмастер III, како би се на време извршиле све припреме и провере сонда пред лансирање. Лансирање је првобитно било заказано за 11. јануар 2006. године, али је одложено за 17. јануар како би се спровела инспекција бороскопом резервоара за складиштење керозина ракете-носача Атлас V. Лансирање је затим поново одложено и у наредна два дана, због густих облака који су се налазили на трајекторији ракете, јаких ветрова на већој надморској висини, као и одређених техничких проблема који нису били везани за ракету-носача. Мада су постојали прозори за лансирање и у фебруару 2006. као и у фебруару 2007. године, само први лансирни прозор, који је трајао 23 дана почетком 2006. године, омогућавао је да сонда пролети поред Јупитера. У случају лансирања у каснијим прозорима, сонда би морала да користи директну трајекторију до Плутона, без убрзања које би се добило гравитационим маневром поред Јупитера, тако да би до Плутона стигла 2–4 године касније. Сонда је напокон полетела ракетом Атлас V–551 са ЛК41 ваздухопловне базе Кејп Канаверал, 19. јануара 2006. године у 19.00 UTC.
Други степен ракете – Кентаур, након првог горења се угасио и одређено време провео лебдећи у привременој орбити, а затим се поново упалио у 19.30 UTC. Након тога, упалио се мотор Стар 48Б, који је представљао трећи степен ракете, и саопштио сонди Нови хоризонти трећу космичку брзину (брзину неопходну за напуштање Сунчевог система). Сонди је овом брзином требало само девет сати да прође Месечеву орбиту око Земље, и њу је прешла око 04.00 наредног дана по UTC. Ради поређења, током пројекта Аполо, летелицама са људском посадом је требало скоро три цела дана да пређу удаљености између Земље и Месеца.
Сонда је лансирана ракетом-носачем Атлас V-551, коју производи компанија Локид Мартин. Ово је најмоћнија конфигурација ове ракете-носача, која у првом степену користи ракетни мотор на течно гориво РД-180 руске производње, са потиском од 4,15 MN на нивоу мора, ракетни мотор РЛ-10 за погон другог степена, и пет помоћних ракетних мотора на чврсто гориво, који заједно при полетању обезбеђују додатних 6,35 MN. За лансирање сонде Нови хоризонти коришћен је и додатни трећи степен ракете са мотором Стар 48Б на чврсто гориво, како би се сонди саопштила трећа космичка брзина. Ово је такође било прво лансирање РН Атлас V у конфигурацији са пет помоћних ракетних мотора (претходно је летела без њих, или са два или три додатна мотора). Серијски број ракете био је AV-010, и пред полетање њена маса је износила преко 570.000 kg. Приликом монтаже ракете Флорида се нашла на удару урагана Вилма, и 24. октобра 2005. дошло је до оштећења једног од помоћних ракетних мотора на чврсто гориво када су на њега пала врата зграде за монтажу. Менаџери задужени за ракету су одлучили да замене тај цео мотор, уместо да га поправе и врате на Атлас .
Сонда Нови хоризонти често се назива „најбржом свемирском сондом икада лансираном“, јер је она најбрже напустила Земљу од свих летелица које су до сада лансиране у ери истраживања свемира. Такође је прва свемирска сонда која је лансирана директно у трајекторију која води ван Сунчевог система, за шта је неопходна брзина од 16,5 km/s (59.000 km/h), плус губици, а коју је сонди морала да саопшти ракета-носач. Међутим, иако је ово сонда којој је саопштена највећа почетна брзина при лансирању са Земље, неће бити и сонда са највећом брзином при изласку из Сунчевог система. Тај рекорд и даље држи сонда Војаџер 1, која се у односу на Сунце креће релативном брзином од 17,145 km/s (61.720 km/h). Ова сонда је имала мању почетну брзину при лансирању, али је на путу кроз спољашњи Сунчев систем пролетела поред Јупитера и Сатурна, од којих јој је путем гравитационог маневра (понекад се овај поступак назива и гравитациона „праћка“) саопштено додатно убрзање.
И трећи степен ракете – ракетни мотор на чврсто гориво Стар 48Б, налази се на хиперболичној трајекторији која га води изван Сунчевог система, и стигао је до Јупитера пре сонде Нови хоризонти коју је лансирао. Међутим, пошто се овај степен ракете након одвајања од сонде креће без контроле, није пролетео поред Јупитера таквом трајекторијом којом би му било саопштено додатно убрзање као сонди, тако да ће Стар 48Б полетети поред Плутона на удаљености од око 200 милиона километара. Кентаур, други степен ракете-носача, није достигао трећу космичку брзину, и налази се у хелиоцентричној орбити.
Лансирање РН Атлас V било је посвећено Данијелу Сарокону, који је био део тима контролора који управљају ракетом-носачем током лансирања, којег су званичници свемирског програма описали као „једну од најутицајнијих особа у историји свемирских летова“.
| Датум          | Догађај                                                                                    | Опис | Референце            |
| -------------- | ------------------------------------------------------------------------------------------ | --- | -------------------- |
| 8. јун 2001.   | Мисија Нови хоризонти изабрана од стране агенције НАСА.                                    | Након тромесечне студије концепта пред подношење предлога, два пројекта су се такмичила да њихов предлог буде изабран: и Нови хоризонти.\|                                                                                            |                      |
| 13. јун 2005.  | Сонда је напустила Лабораторију за примењену физику како би прошла кроз финално тестирање. | [ 39 ] |                      |
| 24. сеп. 2005. | Сонда пребачена у СЦ Кенеди                                                                | Сонда је прошла кроз Ваздухопловну базу Ендруз унутар војног теретног авиона Боинг C-17 Globemaster III.\| |                      |
| 17. дец. 2005. | Сонда спремна за постављање у омотач ракете                                                | Сонда је пребачена из зграде за сервисирање у постројење за вертикалну монтажу у оквиру лансирног комплекса 41 свемирског центра Кенеди.                                                                                              |                      |
| 11. јан. 2006. | Отворен примарни прозор за лансирање                                                       | Лансирање сонде је одложено како би се спровело додатно тестирање. |                      |
| 16. јан. 2006. | Ракета-носач превезена до лансирне рампе.                                                  | РН Атлас V , серијски број AV-010, превезена је до лансирне рампе комплекса 41. |                      |
| 17. јан. 2006. | Лансирање одложено                                                                         | Први покушај ланисрања одложен је због временских услова (брзина ветра била је виша од дозвољених вредности).\| |                      |
| 18. јан. 2006. | Лансирање поново одложено                                                                  | Други покушај лансирања такође није успео јер је у јутарњим часовима дошло до нестанка струје у Лабораторији за примењену физику. |                      |
| 19. јан. 2006. | Успешно лансирање у 19.00 UTC                                                              | Сонда је успешно лансирана ракетом-носачом Атлас V у конфигурацији 551 (што представља најмоћнију верзију ове ракете), након кратког одлагања због временских услова (густе облачности), која је поново претила да одложи полетање.\| |                      |
| 7. апр. 2006.  | Сонда пролеће Марс                                                                         | Сонда пролетела орбиту Марса; удаљеност од Земље – 1,7 АЈ.\| |                      |
| 13. јун 2006.  | Пролет поред астероида 132524 APL                                                          | Сонда пролеће поред астероида 132524 APL, који се налази у главном астероидном појасу, на удаљености од 101.867 km у 04.05 UTC. Сонда је употребила своје камере како би снимила фотографије.\|                                          |                      |
| 28. нов. 2006. | Прва фотографија Плутона                                                                   | [ 43 ] |                      |
| 10. јан. 2007. | Навигационе провере близу Јупитера                                                         | Опсервације једног од спољашњих месеца Јупитера, Калирое, са велике удаљености као тест за навигацију сонде при испитивању неког небеског тела.\|                                                                                     |                      |
| 28. феб. 2007. | Пролет поред Јупитера                                                                      | Пролет поред Јупитера догодио се у 05.43.40 UTC на удаљености од 2,305 милиона километара, при брзини од 21,219 km/s.\| |                      |
| 8. јун. 2008.  | Пролазак Сатурнове орбите                                                                  | [ 45 ] [ 46 ] |                      |
| 29. дец. 2009. | Сонда је ближа Плутону него Земљи                                                          | Плутон је тада био 32,7 АЈ од Земље, док је сонда била на 16,4 АЈ од Земље. | [ 47 ] [ 48 ] [ 49 ] |
| 25. феб. 2010. | Сонда прешла пола пута                                                                     | Сонда превалила половину од планираних 2,38×109 до Плутона.\| |                      |
| 18. мар. 2011. | Сонда прешла Уранову орбиту                                                                | [ 51 ] [ 52 ] |                      |
| 2. дец. 2011.  | Нови хоризонти пришла је ближе Плутону од било које мисије пре ње                          | [ 53 ] |                      |
| 11. феб. 2012. | Нови хоризонти на 10 АЈ од Плутона                                                         | [ 54 ] |                      |
| 1. јул 2013.   | Сонда Нови хоризонти снима прву фотографију месеца Харона                                  | На фотографији се Харон види одвојено од Плутона (мада је резолуција и даље прилично лоша). Фотографија снимљена камером LORRI.\| |                      |
| 25. окт. 2013. | Сонда Нови хоризонти на 5 АЈ од Плутона                                                    | [ 54 ] [ 57 ] |                      |
| 20. јул 2014.  | Фотографије Плутона и Харона                                                               | [ 58 ] |                      |
| 25. авг. 2014. | Сонда пролази Нептунову орбиту                                                             | [ 59 ] |                      |
| 6. дец. 2014.  | Сонда Нови Хоризонти успешно „пробуђена“ из хибернације                                    | [ 60 ] |                      |
| јан. 2015.     | Опсервације објекта VNH0004 у Којперовом појасу                                            | [ 61 ] |                      |
| 15. јан. 2015. | Сонда започиње опсервације Плутоновог система                                              | [ 62 ] |                      |
| феб. 2015.     | Опсервације Плутона                                                                        | [ 45 ] |                      |
| 5. мај 2015.   | Боље од Хабла                                                                              | Фотографије које прикупи сонда биће боље резолуције од оних које су доступне са свемирског телескопа Хабл.\| |                      |
| 14. јул 2015.  | Пролет поред Плутона, Харона, Хидре, Никта, Кербера и Стикса                               | Пролет поред Плутона око 11.47 UTC на удаљености од 13.695 km, при 13,78 km/s. У том тренутку Плутон је 32,9 АЈ од Сунца. Пролет поред Харона, Хидре, Никта, Кербера и Стикса око 12.01 UTC на удаљености од 29.473 при 13,87 km/s.\|     |                      |
| 2016–2020.     | Могући пролет поред једног од објеката из Којперовог појаса                                | [ 63 ] |                      |
| 2026.          | Очекивани крај мисије                                                                      | [ 64 ] |                      |
| 2038.          | Нови хоризонти ће бити на 100 АЈ од Сунца.                                                 | Уколико сонда буде и даље у функцији извршиће испитивања спољне хелиосфере. | [ 65 ]               |

### Пролет поред Плутона
Опсервације приликом приласка Плутону почеле су 4. јануара 2015. године камером „Лори“ и телескопом „Ралф“. У том тренутку, Плутон и његови месеци заузимали су само неколико пиксела на фотографијама ових инструмената. Након још 70 дана пута ка Плутону, 5. маја 2015. године, резолуција фотографија премашиће резолуцију оних које је снимио телескоп Хабл, и остаће тог квалитета и две седмице након пролета. Ова посматрања помоћи ће у откривању прстенова (уколико постоје) и природних сателита око Плутона (резолуција ће бити довољно добра да ће моћи да се виде природни сателити пречника само 2 km). Прикупљене фотографије биће од велике помоћи инжењерима при навођењу сонде и избегавању потенцијално опасних објеката који су превише близу путањи којом се сонда креће, као и при планирању опсервација свих објеката у околини Плутона. Фотографисање површине Плутона и Харона почеће 3,2 дана пре најближег пролета, како би се прикупиле фотографије резолуције 40 km по пикселу оне полулопте ових тела која ће при најближем пролету бити окренута од сонде, па ће бити немогуће снимити их. Цела површина оба тела биће фотографисана два пута дневно како би се уочиле промене услед снега или криовулканизма (уколико их уопште буде). И поред свега, део северне полулопте Плутона неће бити видљив јер ће се тај део налазити у константном мраку због нагиба осе ротације.
Примарни циљеви (захтевани)
- Карактеризација глобалне геологије и морфологије Плутона и Харона
- Мапирање хемијског састава површине Плутона и Харона
- Карактеризација неутралне нејонизоване атмосфере Плутона и брзину њеног нестајања.

Уколико се само један од ових циљева не оствари сматраће се да је мисија била неуспешна.
Секундарни циљеви (очекивани)
- Карактеризација промена површине и атмосфере Плутона током времена
- Стерео-фотографисање одабраних области Плутона и Харона
- Мапирање терминатора Плутона и Харона (границе између дана и ноћи) у високој резолуцији
- Мапирање хемијског састава појединих области Плутона и Харона у високој резолуцији
- Карактеризација горњих слојева атмосфере Плутона (јоносфере), и њену интеракцију са соларним ветром
- Потрага за водоником, угљоводоником, цијановодоничном киселином и другим нитрилима у атмосфери Плутона
- Потрага за атмосфером на Харону (уколико постоји)
- Одређивање болометријског Бондовог албеда за Плутон и Харон
- Мапирање површинских температура Плутона и Харона
- Уколико буде могуће, мапирање површине једног од мањих месеца.

Очекује се, али се и не захтева, да већина ових захтева буде испуњена.
Терцијарни циљеви (жељени)
- Карактеризација енергетских честица у околини Плутона и Харона
- Тачније мерење габарита Плутона и Харона (пречника, масе, густине), као о њихових орбита
- Потрага за планетарним прстеновима или овим природним сателитима.

Испуњавање ових циљева покушаће се само ако буде вишка времена са инструментима, али примат ће увек имати примарни и секундарни циљеви мисије. Циљ да се измери магнетско поље око Плутона је скинут са листе, јер магнетометар није могао да стане на сонду а да се не прекорачи максимална маса.

### Хелиосфера
Уколико сонда буде у функцији, највероватније ће истражити спољашњи део хелиосфере и мапирати границу хелиопаузе. Хелиопауза би по тренутним проценама требало да буде достигнута око 2047. године, више од 40 година након лансирања.
Иако је лансирана већом почетном брзином, сонда Нови хоризонти никада неће престићи сонде Војаџер 1 и Војаџер 2 који ће остати најудаљенији објекти направљени људском руком. Пролет поред Сатурна и Титана сонди Војаџер 1 саопштио је додатно убрзање. Када сонда Нови хоризонти достигне удаљеност од 100 астрономских јединица од Сунца кретаће се брзином од око 13 km/s, што је око 4 km/s спорије од брзине којом се кретао Војаџер 1 на истој удаљености.

## Тренутни статус
Најновије вести и фотографије везане за ову мисију могу се видети на веб-сајту агенције НАСА „овде”. Архивирано из оригинала 24. 05. 2020. г. Приступљено 15. 01. 2015..
Сонду су инжењери са Земље успешно „пробудили“ из хибернације 6. децембра 2014. године.
По подацима од 19. маја 2015. сонда се налазила:
- 0,45 АЈ (67.320.000 km) од Плутона
- 32,44 АЈ (4.853.000.000 km) од Сунца
- 31,75 АЈ (4.750.000.000 km) од Земље

Сонда путује брзином од 14,56 km/s (52.416 km/h), или 3,07 АЈ годишње (у односу на Сунце). Радио сигналима треба око четири и по сата да са Земље стигну до сонде.
Јачина светлости Сунца из позиције на којој се сонда тренутно налази је магнитуде -19,2. Сонда Нови хоризонти се креће у правцу сазвежђа Стрелац. Очекује се да мисија буде окончана након пролета поред неког од мањих објеката у Којперовом појасу.

## Галерија
- Сонда током припрема за лансирање
- Полетање ракете Атлас V са сондом Нови хоризонти
- Ерупција вулкана на Јупитеровом месецу Ија
- Слика Јупитера и његовог месеца Ије, током пролета 2007. године

### Фотографије Плутона у фази приласка
- Први снимак у боји Плутона и Харона сонде Нови хоризонти[70][71]
- Поглед на Плутон инструментом LORRI 12. маја 2015. са удаљености од 75 милиона [72]
- Ротација Плутона са удаљености од 50–55 милиона
- Хемисфера Плутона преко које ће сонда прелетети, виђена 18. јуна са удаљености од 31 милион
- Фотографија Плутона (у боји) снимљена 27. јуна са удаљености од око 18 милиона

- Поглед на Плутонов систем у јуну 2015.
- Плутон (лево) и његов највећи сателит Харон у јуну 2015.
- Две хемисфере Плутона – она која је окренута од Харона (лево) и према Харону (десно).
- Два „лица“ Плутона у боји.

- Плутон и Харон снимљени сондом Нови хоризонти почетком јула 2015.
- Црно-бели снимци Плутона у јулу 2015.
- Фотографија у боји почетком јула 2015.
- Снимак у боји на којем се види „срце“ на површини Плутона.

- Први знаци геолошких одлика на површини Плутона.
- Фотографија сонде Нови хоризонти, 11. јул 2015. Ово је последњи снимак ове стране Плутона.
- Снимак Плутона 11. јула 2015. са ознакама.